# San Marino az 1976. évi téli olimpiai játékokon
San Marino az ausztriai Innsbruckban megrendezett 1976. évi téli olimpiai játékok egyik részt vevő nemzete volt. Az országot az olimpián 1 sportágban 2 sportoló képviselte, akik érmet nem szereztek. Ez volt az első téli olimpia, amin az ország képviseltette magát.

## Alpesisí
| Versenyző           | Versenyszám      | 1. futam      | 1. futam      | 2. futam      | 2. futam      | Összesítés | Összesítés |
| Versenyző           | Versenyszám      | Idő           | Hely.         | Idő           | Hely.         | Idő        | Helyezés   |
| ------------------- | ---------------- | ------------- | ------------- | ------------- | ------------- | ---------- | ---------- |
| Maurizio Battistini | Óriás-műlesiklás | 2:33,33       | 81.           | nem ért célba | nem ért célba | kiesett    | kiesett    |
| Maurizio Battistini | Műlesiklás       | nem ért célba | nem ért célba | kiesett       | kiesett       | kiesett    | kiesett    |
| Giorgio Cecchetti   | Óriás-műlesiklás | 2:37,15       | 82.           | 2:41,02       | 51.           | 5:18,17    | 51.        |